# Heinrich Platzbecker
Heinrich Platzbecker   (Jülich i Merzenhausen, 13 de setembre de 1860 - Dresden, abril 1937) va ser un compositor i pianista alemany.
Hase dedicat a la critica musical i a la composició; el seu nom figura entre els redactors de Salonblatt, de Dresden, i entre col·laboradors de diverses revistes, i va publicar anàlisis temàtics de Lohengrin i de Kirke, de Bungert.
Com a compositor, es va dedicar particularment a l'opereta, devent-se a la seva inspiració les titulades:
- König Lustick (1899);
- Jenenser Stu-lenten (1891);
- Der Wahrheitsmund (1899);
- Der Hochverräter (1903);
- Papa Schwerenöter (Dresden, 1907), etc.

Per al teatre va escriure, a més, el dodevil Der Brautvater (1900), i les obres Tischlein, dech'dich, i Gochel, Hinkel und Gockeleia. També se li deuen alguns lieder, cors humorístics, etc.